# Dunstanoides montana
Dunstanoides montana là một loài nhện trong họ Amphinectidae. Loài này phân bố ở New Zealand.